# Robert Catesby
Robert Catesby, född cirka 1572 i Lapworth, Warwickshire, död 8 november 1605 i Holbeche House, var en av de katolska konspiratörerna som försökte lönnmörda Jakob I av England genom att spränga det engelska överhuset i Westminsterpalatset, i vad som kallas för krutkonspirationen 1605. Catesby var hjärnan bakom och ledaren för konspirationen.
Catesby sades ha haft en vild personlighet som ung. Catesby var katolik, men han gifte sig med Catherine Leigh som var protestant. När Leigh dog kan han i sin sorg ha blivit mer fanatisk i sin religionsutövning. Catesby, som var missnöjd med kung Jakobs sätt att styra landet, började planera en konspiration och värvade flera medlemmar till denna under 1604 och 1605. Konspirationen skulle nå sin kulmen den 5 november 1605 i och med sprängningen av det engelska överhuset i Westminsterpalatset i samband med parlamentets öppnande. Dock misslyckades Guy Fawkes, som skulle tända stubintråden till sprängladdningarna, med sitt uppdrag och hela konspirationen gick om intet.
Så fort Catesby och de andra konspiratörerna fick reda på konspirationens misslyckande flydde de fältet. Den 7 november nådde de Holbeche House, på gränsen till Staffordshire. Morgonen därpå anlände Richard Walsh, som var High Sheriff of Worcestershire, tillsammans med en styrka på omkring tvåhundra man till Holbeche House och en eldstrid bröt ut. Catesby och hans vän Thomas Percy sköts ihjäl av samma skott. Kort efter att Catesby hade begravts exhumerades och halshöggs han. Hans huvud skickades till London där det visades upp för allmän beskådan.

## Biografi

### Liv före 1604

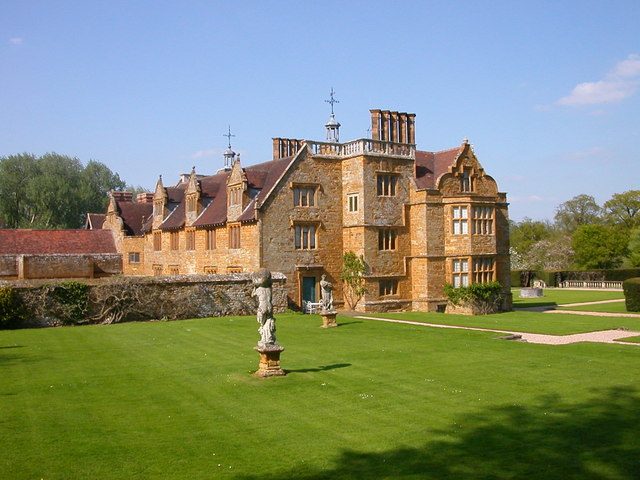
Catesbys familjehem låg i Ashby St. Ledgers, Northamptonshire.

Robert Catesby föddes runt 1572 i Lapworth, Warwickshire som den tredje, och enda överlevande, sonen till sir William Catesby och Anne Throckmorton. Catesby var ättling i direkt nedstigande led till sir William Catesby (1450–1485), som var en inflytelserik rådsmedlem under Rikard III av Englands tid som kung och som under slaget vid Bosworth Field infångades och senare avrättades. På sin mors sida härstammade Catesby från sir Robert Throckmorton vid Coughton Court och hans andra fru Elizabeth Hussey. Catesbys föräldrar var framstående katoliker; hans far hade under åratal suttit fängslad för sin tro och 1581 hade han genomgått en rättegång i Stjärnkammaren (tillsammans med William Vaux, 3:e baron Vaux av Harrowden och hans svåger sir Thomas Tresham) för att de hade hyst jesuiten Edmund Campion. Den högst uppsatte inom familjen Throckmorton, sir Thomas Throckmorton, blev bötfälld och fick även han sitta fängslad för sin tro. En annan av Catesbys släktingar, sir Francis Throckmorton, avrättades i juli 1584 för sin inblandning i planerna att befria den då fängslade Maria Stuart.
1586 utbildade sig Catesby vid Gloucester College i Oxford, vilket vid tidpunkten var ett college som var känt för sin stora andel katolska studenter. De som ville studera på universitet var först tvungna att svära Oath of Supremacy, något som gick emot Catesbys katolska tro. Möjligtvis för att försöka undvika att svära denna ed, och få utstå konsekvenserna av detta, lämnade Catesby Gloucester College utan att ha tagit sin examen och han kan sedan ha valt att studera vid det teologiska seminariet i Douai, Frankrike.

#### Äktenskap och medverkan i uppror
1593 gifte sig Catesby med Catherine Leigh, dotter till sir Thomas Leigh vid Stoneleigh, Warwickshire. Catherine var uppfostrad i en välbärgad protestantisk familj och hon hade med sig en hemgift på £2 000. Tack vare att Catesby gifte sig med en protestant ansågs hans tidigare brott mot Englands strikta religionslagar inte vara lika grova. Efter att en av Catesbys släktingar hade dött året därpå ärvde han ett gods vid Chastleton i Oxfordshire. Parets första son, William, dog när han bara var ett spädbarn, men deras andra son Robert överlevde och döptes den 11 november 1595 i Chastletons protestantiska kyrka; han togs senare till Ashby St. Ledgers, Northamptonshire och gifte sig med Thomas Percys dotter. När Catesbys far, sir William Catesby, dog 1598 ärvde hans fru deras gods i Ashby St. Ledgers medan Catesby och hans familj stannade kvar i Chastleton. Catesby verkade trivas med att agera som protestant offentligt medan han i hemlighet fortfarande var katolik, men när hans fru Catherine dog kan han i sin sorg ha blivit mer fanatisk i sin religionstro.
1601 slöt Catesby upp i Robert Devereux, 2:e earl av Essex uppror mot Elisabet I av England. Lord Essex var enbart intresserad av sina egna ambitioner, men jesuiten Henry Garnet hävdade att flera av de unga män som slöt upp bakom honom gjorde så av katolska skäl. Upproret misslyckades och en skadad Catesby infångades och fängslades i Wood Street Counter samt tvingades böta 4 000 mark. Sir Thomas Tresham hjälpte Catesby att betala en del av sin skuld, vilket följdes av att Catesby sålde sitt gods i Chastleton. Flera författare spekulerar om varför Catesby flyttade när drottning Elisabets hälsa försämrades; han ansågs förmodligen vara ett hot mot den sittande regeringen, som fruktade ännu ett uppror, och i mars 1603 kan han ha skickat Christopher Wright (förmodligen under dennes alias Anthony Dutton) till Spanien för att undersöka om Filip III av Spanien skulle fortsätta ge sitt stöd åt de engelska katolikerna. Catesby gav ekonomiskt stöd till flera jesuiter och när han besökte dem använde han sig ibland av sitt alias Mr. Roberts.

### Medverkan i krutkonspirationen
När Jakob efterträdde drottning Elisabet som kung verkade han agera på ett mer tolerant sätt mot olika trosuppfattningar än vad Elisabet tidigare gjort och de katolska engelsmännen hoppades på att de skulle slippa bli förföljda på grund av sin tro. Catesby var missbelåten med Jakobs utövande av kungamakt och planerade därför att lönnmörda kungen i ett sprängdåd mot det engelska överhuset i Westminsterpalatset. I det följande upploppet skulle Catesby hetsa folket att göra revolt och få dem att kröna Elisabet Stuart till drottning. Författaren Antonia Fraser jämförde Catesby med en korsriddare, i den mån att även han verkade orädd vid tanken att kämpa för sin trosuppfattning. Den jesuitiske prästen Oswald Tesimond beskrev Catesby som en man med ett ståtligt ansikte, som hade en imponerande retorisk förmåga och som var inflytelserik över sina vänner. En av de andra konspiratörerna, Ambrose Rookwood, har sagt att han älskade och respekterade Catesby mer än någon annan man i världen och fader John Gerard har sagt att Catesby var djupt respekterad bland alla sina vänner. Författaren Mark Nicholls antydde att "bitterheten vid Essex misslyckade uppror [mot Elisabet] verkar icke desto mindre ha förstärkt en redan finslipad neuros [hos Catesby]."

#### Konspirationens början

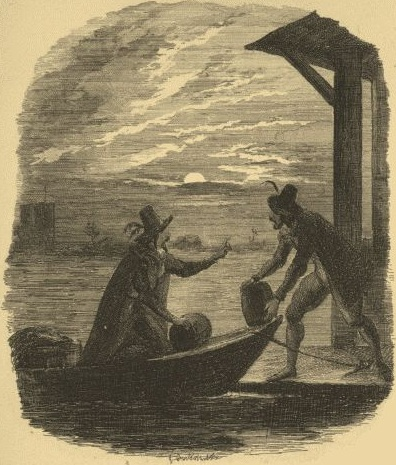
Catesby och Fawkes på en illustration av George Cruikshank från William Harrison Ainsworths Guy Fawkes eller krutsammansvärjningen. Trots att Catesby var den som utarbetade planerna för krutkonspirationen hamnar han ofta i skuggan av Fawkes, som har blivit ansiktet för konspirationen.

Trots att det var Catesby som utarbetade planerna för krutkonspirationen hamnar han ofta i skuggan av Fawkes, som har blivit ansiktet för konspirationen. Det exakta datumet då Catesby satte igång med planerna är okänt, men det är sannolikt att han började få de första idéerna tidigt under 1604. Någon gång i juni 1603 besöktes Catesby av sin vän Thomas Percy, som var barnbarnsbarn till Henry Percy, 4:e earl av Northumberland. Percy ska ha haft en tuff uppväxt innan han blev katolik och i slutet av Elisabets tid som drottning gavs han ett hemligt uppdrag av Henry Percy, 9:e earl av Northumberland att bege sig till kung Jakob i Skottland för att försöka få honom att förbättra Englands katolikers levnadssituation. Percy beklagade sig för Catesby under deras möte och han hotade med att lönnmörda Jakob eftersom Percy ansåg att Jakob hade svikit Englands katoliker. Catesby svarade honom: "Nej, nej, Tom, du skall icke riskera smärre ändamål utan om du vill vara en landsförrädare skall du kunna vara till stor förmån." Percy lyssnade uppmärksamt på Catesby när han fortsatte med att säga att han hade några planer som han snart tänkte delge Percy.
Under alla helgons dag samma år kontaktade Catesby sin kusin Thomas Wintour, som vid tillfället var vid Huddington Court i Worcestershire tillsammans med sin bror Robert Wintour. Thomas var utbildad till advokat och han hade stridit för England i Nederländerna innan han 1600 konverterade till katolicismen. Efter lord Essex misslyckade uppror mot Elisabet hade Thomas åkt till Spanien för att försöka få spanjorernas hjälp att förbättra levnadssituationen för Englands katoliker, något som den engelska regeringen senare kallade för det "spanska förräderiet". Mötet mellan Catesby och Thomas skulle ha ägt rum i Catesbys hem i Lambeth, men Thomas fick förhinder och kunde inte deltaga. Dock stod Catesby på sig och bjöd in honom igen i februari 1604. När Thomas anlände till mötet såg han att även John Wright var närvarande. Catesby delgav Thomas planerna på att spränga det engelska överhuset i Westminsterpalatset, vilket Thomas till en början motsatte sig men Catesby lyckades övertyga honom genom att säga att "sjukdomens karaktär krävde ett sådant starkt botemedel."

#### Möjligt stöd från Spanien
Trots att det katolska Spanien nu lutade åt att försöka sluta fred med England hade Catesby inte gett upp hoppet om att få hjälp från utlandet och på grund av detta bestämde sig Thomas för att återigen bege sig ut i kontinentaleuropa. I Flandern mötte han Juan Fernández de Velasco, 5:e hertig av Frías, som kort därefter begav sig till London för att skriva under Londonfördraget. Thomas betonade återigen den svåra situation som Englands katoliker upplevde, i hopp om att påverka avtalsförhandlingarna som skulle äga rum i Somerset House. Frías visade sig dock vara mer vänlig än vad han var tillmötesgående. Thomas träffade också den walesiska spionen Hugh Owen samt William Stanley, som båda var nedsättande mot Catesbys planer att få spanskt stöd för sin konspiration. Dock introducerade Owen Thomas för Fawkes, som var en trogen katolik som tjänat under Stanley som soldat i de södra Nederländerna. Thomas fick med Fawkes på de något vaga planerna att "göra något i England om freden med Spanien inte hjälper oss." Sent i april 1604 återvände de båda männen till Catesbys hem i Lambeth, där de berättade för Catesby att även om Spanien inte var emot deras planer tänkte de inte skicka något stöd till dem, något som Catesby redan verkade ha förväntat sig. Filip III av Spanien slöt sedan fred med England i augusti 1604.

#### Källarvalvet hyrs
Catesby, Thomas Wintour, John Wright, Thomas Percy och Guy Fawkes möttes den 20 maj 1604 på värdshuset Duck and Drake i stadsdelen Strand i London. Efter mötet svor de en sekretessed på en bönbok och de höll sedan en mässa i ett annat rum tillsammans med fader Gerard, som vid tillfället var ovetandes om deras planer. Robert Keyes gick med i konspirationen i oktober 1604 och hans roll blev att vakta kruttunnorna och andra saker som lagrades i Catesbys hus i Lambeth. Thomas Bates blev involverad i konspirationen i december 1604 när han hade börjat fatta misstankar om vad Catesby hade i kikaren. I mars 1605 hade ytterligare tre personer gått med i konspirationen och dessa var John Wrights bror Christopher, John Grant och Thomas Wintours bror Robert.
Konspiratörerna hyrde nu flera fastigheter i London, däribland en i Lambeth som användes för att tillfälligt lagra de kruttunnor som skulle användas i sprängdådet. Dessa transporterades sedan över Themsen till den slutgiltiga destinationen: ett källarvalv som låg precis under det engelska överhuset i Westminsterpalatset. Oron över pesten som härjade vid denna tid gjorde att parlamentets öppnande sköts upp från februari till den 3 oktober 1605. Under denna försening kan konspiratörerna ha grävt en tunnel under Westminsterpalatset, men några bevis för tunnelns existens har aldrig påträffats. Den 25 mars 1605 lyckades konspiratörerna införskaffa hyreskontraktet för källarvalvet under det engelska överhuset i Westminsterpalatset och i detta rum ställdes de trettiosex kruttunnorna.

#### Möten med Henry Garnet

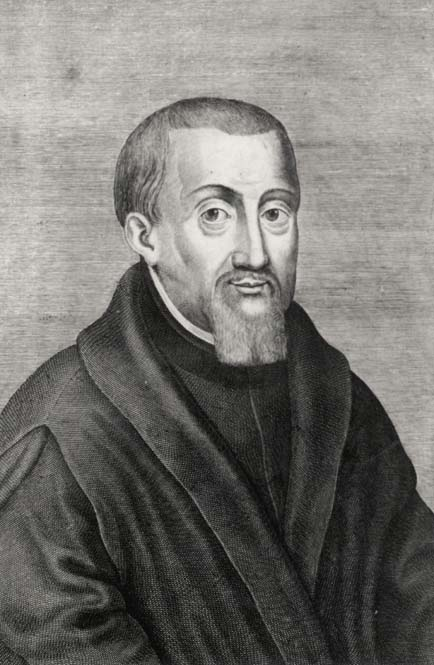
Jesuitprästen Henry Garnet försökte avråda Catesby från att genomföra sina planer, men misslyckades.

Den 9 juni 1605 träffade Catesby jesuiten Henry Garnet på Thames Street i London. Under tiden som de diskuterade kriget i Flandern frågade Catesby fader Garnet hur moraliskt det var att "mörda oskyldiga". Garnet ska då ha sagt att sådana handlingar ofta kan förlåtas, men han ska i juli samma år (enligt egen utsago) ha visat ett brev från påven för Catesby, i vilket det stod att uppror var strikt förbjudna. Catesby svarade honom: "Vad jag än ämnar göra, om påven kände till det skulle han inte hindra det för vårt lands eget bästa." Garnet protesterade mot Catesbys uttalande, men Catesby stod på sig. Catesby erbjöd sig även att inviga Garnet i planerna, men Garnet ska ha avböjt detta erbjudande. Kort därefter berättade Tesimond för Garnet att när han mottog Catesbys bikt fick han nys om konspirationen, dock skriver författaren Alan Haynes att det var vid Bates bikt som fader Tesimond fick upp ögonen för konspiratörernas planer. Catesby och Garnet träffades igen den 24 juli samma år vid Catesbys släkting Anne Vaux hem White Webbs i Enfield Chase, vilket regeringen sedan länge hade misstänkt vara ett hus som hyste flera jesuitiska präster. Utan att avslöja att han kände till konspirationen försökte Garnet avråda Catesby från att genomföra sina planer, vilket han inte lyckades med.

#### Fler konspiratörer värvas
Pestens närvaro gjorde att parlamentets öppnande ännu en gång sköts upp, denna gång från den 3 oktober till den 5 november 1605. Catesby hade hittills finansierat det mesta av konspirationen själv, men i augusti 1605 började han få slut på pengar. Under ett hemligt möte i Bath samma månad (där Catesby, Bates, Thomas Wintour och Percy var närvarande) bestämdes det att konspiratörerna var för få för att kunna genomföra sina planer och Catesby fick lov att involvera fler personer, om han så ville. Bates var den ende av konspiratörerna som öppet protesterade mot idén och Catesby värvade strax därefter Ambrose Rookwood, Francis Tresham och Everard Digby. Rookwood gick med i konspirationen sent i september detta år och eftersom han var hästuppfödare till yrket fanns i hans stall flera fina hästar som skulle komma till nytta vid upproren i Midlands. Tresham värvades den 14 oktober och då han hade en årsinkomst på £3 000 var han en av de mest förmögna personerna som konspiratörerna kände till. Treshams moster, Anne Throckmorton, var mor till Catesby och de båda kusinerna hade växt upp tillsammans och hade en bra relation. Enligt Fraser var det just detta förhållande, kombinerat med Catesbys härsklystnad, som fick Tresham att gå med i konspirationen. Catesby krävde två saker av Tresham: £2 000 och tillgång till hans familjehem Rushton Hall i Northamptonshire; Catesby fick ingendera. Tresham hade nämligen inga pengar att avvara och hans avlidne fars skulder begränsade hans arv. Digby gick med i konspirationen den 21 oktober när han, tillsammans med bland andra Catesby, deltog i en något försenad festdag för evangelisten Lukas. Digby hade, liksom Rookwood, tillgång till ett antal hästar och Catesby bad Digby att hyra Coughton Court från familjen Throckmorton för att "enklare kunna göra gott för sakens skull", med vilket Catesby menade att kidnappa Elisabet Stuart. Digby uppmanades även att starta ett jaktlag, vilket i verkligheten var en grupp beväpnade män på hästar, och han skulle vara beredd på någon sorts militärövning. Digby bidrog även med ett visst ekonomiskt stöd; han betalade £1 500 efter att Percy var sen med hyran för flera fastigheter i Westminster.
Dagen efter att Tresham hade värvats till konspirationen träffade Catesby Fawkes förre arbetsgivare Anthony-Maria Browne, 2:e viscount Montague. Catesby lyckades övertala lord Montague att inte vara närvarande under parlamentets öppnande utan att avslöja något om sina planer. Efter att konspirationen hade misslyckats greps Montague och han blev en av de misstänkta gärningsmännen bakom planerna. Dock släpptes han några månader senare efter en intensiv period av lobbying.
De sista detaljerna för planerna utarbetades i oktober 1605. Fawkes skulle tända på stubintråden till sprängladdningarna och sedan fly över Themsen. Samtidigt skulle ett uppror startas i Midlands, med syfte att fånga in Elisabet Stuart. Fawkes skulle sedan ta sig till kontinentaleuropa och förklara för de katolska länderna vad som hade skett i England.

#### Brevet till Monteagle

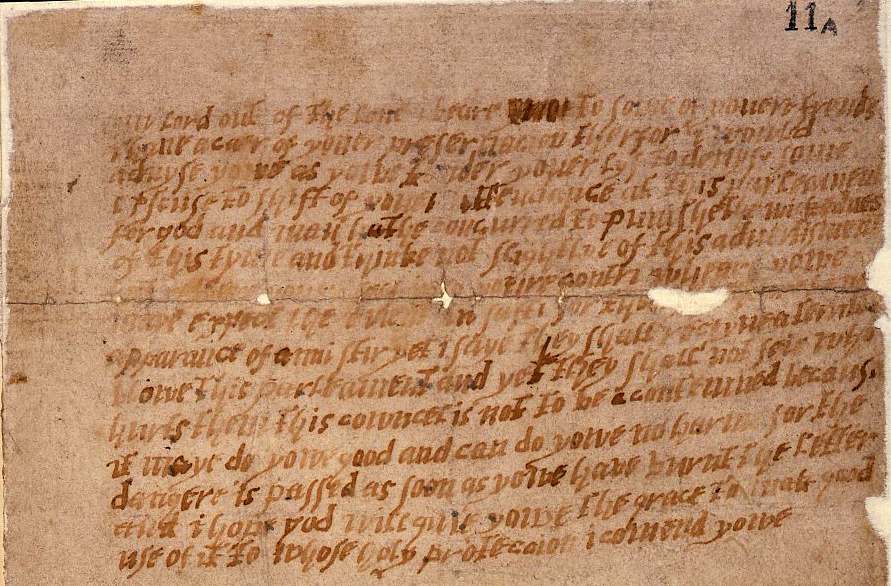
Brevet som skickades till Monteagle den 26 oktober 1605. Vem som faktiskt skrev brevet är inte fastställt.

Sent i oktober 1605 uttryckte flera av konspiratörerna oro över säkerheten för de katoliker som skulle närvara den dag då de planerade att spränga Westminsterpalatset. Percy var speciellt oroad över säkerheten för hans beskyddare Henry Percy, 9:e earl av Northumberland och Keyes var särskilt oroad över säkerheten för hans frus arbetsgivare Henry Mordaunt, 4:e baron Mordaunt. I Treshams tankar fanns främst två av hans svågrar: William Parker, 4:e baron Monteagle och Edward Stourton, 10:e baron Stourton. Catesby svar till hela diskussionen var att "de oskyldiga måste gå under tillsammans med de skyldiga, hellre än att förstöra chanserna för framgång."
Den 26 oktober mottog Monteagle ett anonymt brev till sitt hus i Hoxton. Brevet innehöll följande text:
| ”      | Ers Nåd, av den kärlek jag hyser för några av era vänner känner jag en omsorg för att ni väl bevaras. Därför skulle jag råda er, då ni aktar ert liv, att utforma någon sorts ursäkt för att skifta er närvaro vid detta riksmöte; för Gud och människan har kommit överens om att straffa vår tids ondska. Och betrakta icke som ringa detta råd, utan dra er tillbaka till er landsbygd där ni i säkerhet kan invänta händelsen. För om än inget tecken finns på någon uppståndelse vill jag ändå säga att de ska få ett fruktansvärt bakslag, detta riksmöte, och ändå kommer de inte att se vem det är som skadar dem. Detta råd är inte att fördöma, för det kan göra er gott och kan inte göra er någon skada; ty faran är över så fort ni har bränt brevet. Och jag hoppas ni får den nåden att använda det väl, av Gud, till vars heliga skydd jag överlämnar er. | „ |
| – N.N. | |   |

Monteagle var osäker på vad som menades med det anonyma brevet, så han skickade det till Robert Cecil, 1:e earl av Salisbury, som var Secretary of State vid tillfället.
Tresham har länge varit misstänkt för att vara det anonyma brevets upphovsman. Nicholls hävdade att han var ganska säker på att det var Tresham som skrev brevet och som belägg för detta skrev han att så fort Catesby fick reda på brevets existens misstänkte han omgående Tresham och Catesby gick tillsammans med Thomas Wintour för att konfrontera honom. Catesby och Thomas Wintour hotade med att "hänga honom" om Tresham inte kunde bevisa att det inte var han som hade skickat brevet. Tresham lyckades övertyga de båda att han var oskyldig och han skickade ett brev dagen efter där han uppmanade dem att överge planerna för konspirationen.
Catesby väntade på Percys återkomst, från hans resa i norr, innan han tog ett beslut om vad som skulle göras. Catesby bestämde att brevet inte var ett tillräckligt stort hot mot deras planer och han beordrade att konspirationen skulle fortsätta som planerat. Under tiden som Fawkes gjorde en sista undersökning av krutet förberedde sig några av de andra konspiratörerna i Midlands. Salisbury, som hade märkt av vissa tecken på någon sorts plan redan innan han mottog brevet, visste inte exakt vad som var i görningen eller vilka som var inblandade. Han valde därför att avvakta och se vad som skulle hända.
Den 3 november träffades Catesby, Percy och Thomas Wintour i London. Exakt vad som sades under detta möte är okänt, men Percy sade sig kunna "stå ut med den yttersta prövningen" för att planerna skulle lyckas. Det är även möjligt att planerna ändrades något denna dag eftersom Percy senare ska ha setts hemma hos Henry Frederick, prins av Wales. Catesby hade nämligen en vecka tidigare fått reda på att prins Henry förmodligen inte skulle vara närvarande vid öppnandet av parlamentet. Catesby var därför vid denna tidpunkt tillsammans med Fawkes vid White Webbs, där de diskuterade möjligheten att kidnappa prins Henry istället för Elisabet Stuart.

#### Konspirationens misslyckande
När brevet till Monteagle visades upp för kung Jakob den 1 november 1605 kände han att det antydde något som berörde eld och krut, möjligtvis i stil med de explosioner som föregick mordet på hans far, Henry Stuart, lord Darnley, den 10 februari 1567. På lördagen den 2 november bestämde sig riksrådet för att parlamentet skulle genomsökas. På måndagen den 4 november genomfördes den första genomsökningen, ledd av Thomas Howard, 1:e earl av Suffolk, och då fann de en stor hög med kvistar som låg i ett hörn i källarvalvet under det engelska överhuset. Jakob beordrade att ännu en genomsökning skulle genomföras, vilket skedde runt midnatt natten till den 5 november. Denna genomsökning leddes av Thomas Knyvet, 1:e baron Knyvet och de fann då Fawkes i källarvalvet under det engelska överhuset, där han vaktade kruttunnorna. Fawkes greps på plats. Nyheten om Fawkes gripande spreds som en löpeld genom London och flera av de konspiratörer som befann sig i staden flydde fältet. Catesby, John Wright och Bates (som sent på måndagen den 4 november hade begett sig mot Midlands, där de skulle förbereda inför upproret) var ovetandes om konspirationens misslyckande och de stannade till i Dunstable eftersom en av hästarna hade tappat sin hästsko. När Rookwood hann ifatt dem och berättade nyheterna för dem om Fawkes gripande valde konspiratörerna (vilka vid tillfället var Catesby, Rookwood, Bates, bröderna Wright och Percy) att rida mot Dunchurch. Samma kväll kom de fram till Catesbys familjehem i Ashby St. Ledgers, där Catesbys mor och Robert Wintour befann sig. För att hålla sin mor ovetandes om planerna skickade Catesby ett meddelande till Robert, i vilket Robert uppmanades att möta Catesby utanför staden. Efter mötet fortsatte konspiratörerna mot Dunchurch där de träffade Digby och hans jaktlag. De ljög för Digby att kungen och Salisbury var döda, för att på så sätt få med dem på deras ritt.
Den 6 november stal konspiratörerna hästar från Warwick Castle och samlade på sig de vapen som de hade förvarat i Norbrook, i närheten av Stratford-upon-Avon. De begav sig sedan västerut mot Alcester och Catesby bad Bates leverera ett brev till Garnet i Coughton Court, för att se om han kunde hjälpa dem. Bates nyheter till jesuiterna visade sig vara mycket betydelsefulla och han hörde när Tesimond utbrast: "Det är ute med oss alla." Garnets svar till konspiratörerna var att han bad dem sluta med sina "onda handlingar" och istället lyssna till påvens läror, varpå han själv flydde fältet. Konspiratörerna stannade vid Huddington runt 14-tiden samma dag och där mötte de upp med Thomas Wintour. Tidigt nästa morgon höll de en mässa tillsammans med fader Nicholas Hart, som också hade hört deras bekännelser; detta tolkade Fraser som att konspiratörerna visste att de inte hade lång tid kvar att leva. Konspiratörerna samlade nu på sig fler vapen och mer ammunition vid Hewell Grange i Tardebigge, Worcestershire och de försökte samtidigt utan framgång att värva fler rebeller. Samma dag gick myndigheterna ut med ett offentligt tillkännagivande över de efterlysta konspiratörerna efter att Fawkes hade avslöjat vad han visste under tortyr.

#### Eldstriden vid Holbeche House och Catesbys död

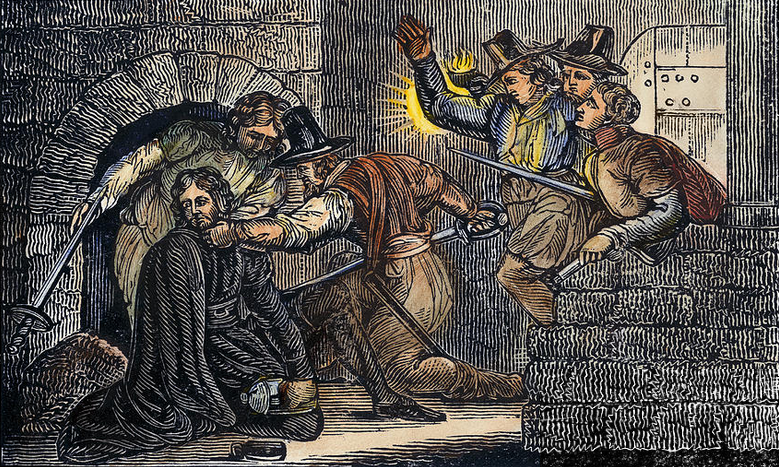
Catesbys död i Holbeche House den 8 november 1605. Xylografi ur en amerikansk utgåva från 1832 av John Foxes Book of Martyrs.

Ridandes genom spöregn kom de helt utmattade konspiratörerna slutligen fram till Holbeche House, på gränsen till Staffordshire. Både de och det krut de hade med sig var dyblött från regnet och de fick lägga ut krutet framför en öppen eld för att försöka få det att torka. En gnista från elden landade på krutet och flammorna som då skapades uppslukade Catesby, Grant, Rookwood och en man vid namn Morgan (som var med i Digbys jaktlag). Catesby och Rookwood sades klarat sig "någorlunda väl" från elden, men Grant förblindades av flammorna och hans ögon har beskrivits som att vara "helt utbrända". Några av konspiratörerna red iväg från huset under natten, men Catesby stannade tillsammans med Grant, Thomas Wintour, Rookwood, bröderna Wright och Percy. Catesby kände på sig att slutet var nära och han vägrade att bli tillfångatagen utan han tänkte försvara sitt liv med sitt svärd. Han kysste det gyllene krucifixet han hade runt halsen och sade att han hade gett allt för "korsets ära".
På morgonen den 8 november anlände Richard Walsh, som var High Sheriff of Worcestershire, tillsammans med en styrka på omkring tvåhundra man till Holbeche House. En eldstrid bröt ut och Thomas Wintour var den första att bli träffad och skottet tog i hans axel när han försökte korsa gårdsplanen. Efter Thomas Wintour träffades bröderna Wright och Rookwood, som fortfarande var skadad efter flammorna kvällen innan. Både Catesby och Percy dog när de träffades av samma skott, skjutet av John Streete av Worcester. De stod i närheten av dörren och Catesby ska ha lyckats kräla sig in i huset innan han avled, hållande en bild av Jungfru Maria. Denna bild, tillsammans med Catesbys gyllene krucifix, skickades till London för att visas upp för allmänheten.
De konspiratörer som överlevde skottlossningen togs till London och fängslades medan de döda konspiratörerna begravdes i närheten av Holbeche House. Dock beordrade Henry Howard, 1:e earl av Northampton att Catesbys och Percys lik skulle grävas upp igen och halshuggas. Båda deras huvuden, tillsammans med Treshams huvud, visades senare upp i Northampton. Vid rättegången som hölls mot de överlevande konspiratörerna den 27 januari 1606 blev det en fällande dom i högförräderi för samtliga. Den 30–31 januari 1606 avrättades konspiratörerna genom hängning, dragning och fyrdelning.